# Weißenhorn
Weißenhorn est une ville de Bavière (Allemagne), située dans l'arrondissement de Neu-Ulm, dans le district de Souabe.

## Géographie
La ville est située sur la rivière Roth, à environ 22 kilomètres au sud-est d'Ulm et 35 kilomètres au nord de Memmingen. Il appartient à la région de Donau-Iller en Haute-Souabe (Souabe centrale). D'autres rivières de la ville sont les castors et le Leibi.
Weissenhorn est limitrophe des communes suivantes (dans le sens des aiguilles d'une montre, en commençant par le sud-est): Roggenburg, Buch, Illertissen, Bellenberg, Vöhringen, Senden, Pfaffenhofen et la commune de Stoffrieder Forst, à laquelle les communes de Waldstetten et Ellzee, dans la circonscription de Günzburg, se rejoignent à l'est.

## Jumelages
- Villecresnes (France) depuis 2010

## Personnalités
- Anton von Henle (1851-1927), évêque de Passau, puis de Ratisbonne